# هدایت‌الله فلسفی
هدایت‌الله فلسفی (متولد ۱۳۲۷ در اصفهان) حقوق‌دان ایرانی و استاد دانشگاه شهید بهشتی است.
او برای ترجمهٔ کتاب نهادهای روابط بین‌الملل اثر کلود آلبر کلییار برنده نهمین دوره جایزه کتاب سال و برای تألیف کتاب حقوق بین‌الملل معاهدات برنده تشویقی کتاب سال ۱۳۸۱ شد و در سال ۱۳۷۹ نیز به عنوان استاد نمونه دانشگاه شهید بهشتی انتخاب گردید.
فلسفی برای نگارش اثری تحت‌عنوان سیر عقل در منظومه حقوق بین‌الملل برگزیدهٔ اولِ دهمین دورهٔ جشنوارهٔ بین‌المللی فارابی شد.